# Ådö-Lagnö naturreservat
Ådö-Lagnö naturreservat ligger i Upplands-Bro kommun i nordvästra delen av Stockholms län. Reservatet bildades 1982 och omfattar en area om totalt 141 hektar varav land utgör 91 ha. Marken är privatägd av Ådö säteri medan förvaltningen skötts av Länsstyrelsen i Stockholms län.

## Beskrivning
Ådö-Lagnö naturreservat ligger på halvön Lagnö i Mälaren, cirka sex kilometer sydväst om tätorten Bro. På 1800-talets mitt var Lagnö fortfarande en vattenomflyten ö med en bro över det numera igenväxta och utfyllda Ådösundet. Här återfinns det anrika godset Ådö med huvudbyggnad sannolikt uppförd under 1600-talet. Gårdens bebyggelse ingår dock inte i reservatet utom ekotemplet som står på strandängen Fruängen. Högsta punkten på halvön heter Kvarnberget, där gården en gång i tiden hade sin väderkvarn. Längst i söder ligger villa- och fritidshusområdet Ormudden som inte heller ingår i reservatet. Tvärs över Lagnö passerar en 220 kV kraftledning.
Halvön Lagnö utmärks av stora sammanhängande ädellövskogsområden med mellanliggande odlingslandskap. Inom lövskogsområdet, framför allt i Ådös gamla slottspark (sydost om huvudbyggnaden), växer stora mängder av den fridlysta misteln.  För över 50 år sedan fanns här en handelsträdgård med flera stora växthus, 600 fruktträd och omkring 1000 odlingsbänkar. Av allt detta finns inget kvar idag. I ett samarbete med Länsstyrelsen i Stockholms län, håller markägaren på att med hjälp av betesdjur återställa strandängarna i öster, och frilägga ekarna på den södra delen av Lagnön.

## Syftet
Syftet med reservatet är ”att i första hand bevara områdets ädellövskogsområden men även att göra området mer tillgängligt för allmänheten”.

## Bilder

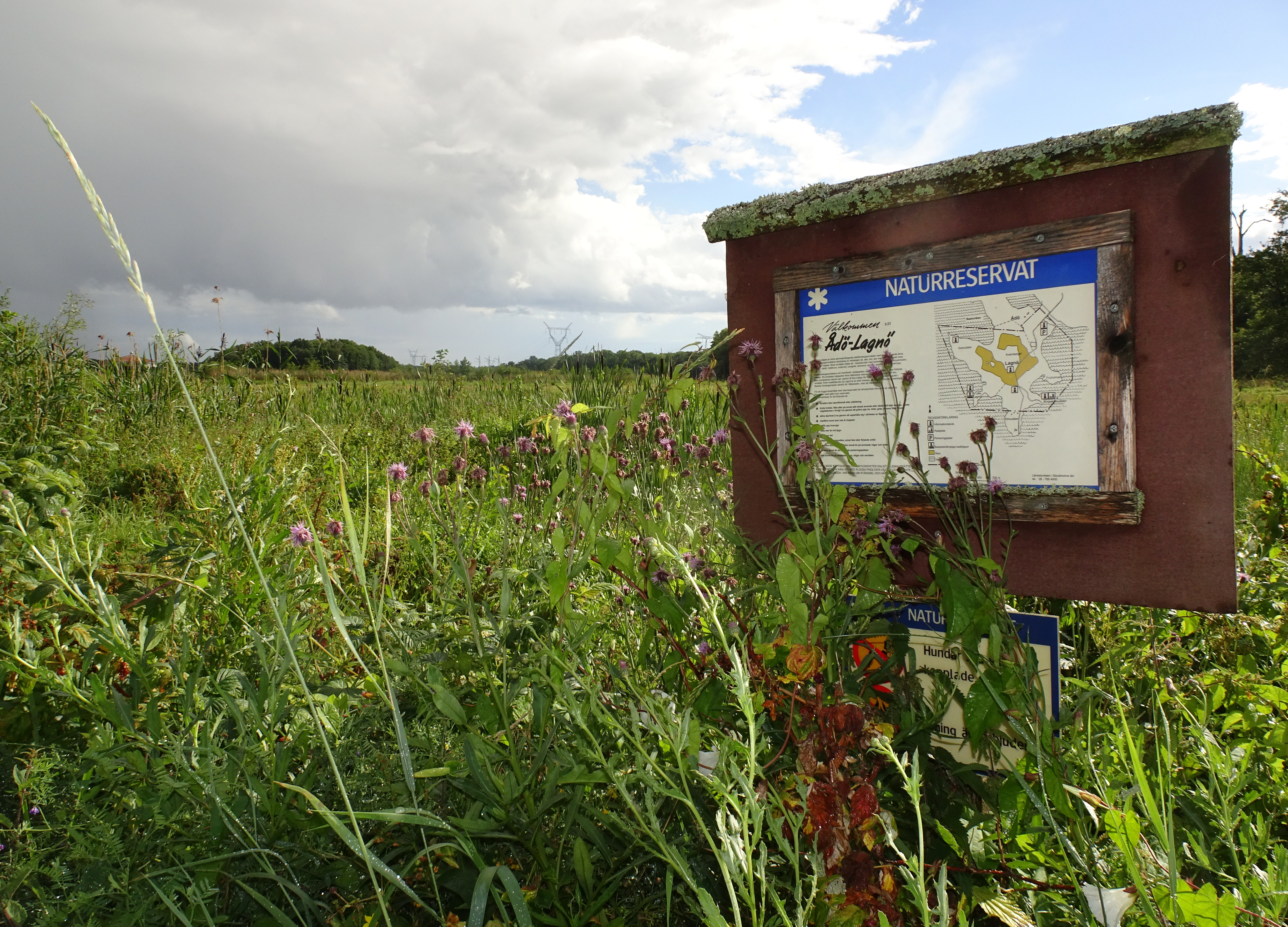
Ådö-Lagnö naturreservat, infoskylt.
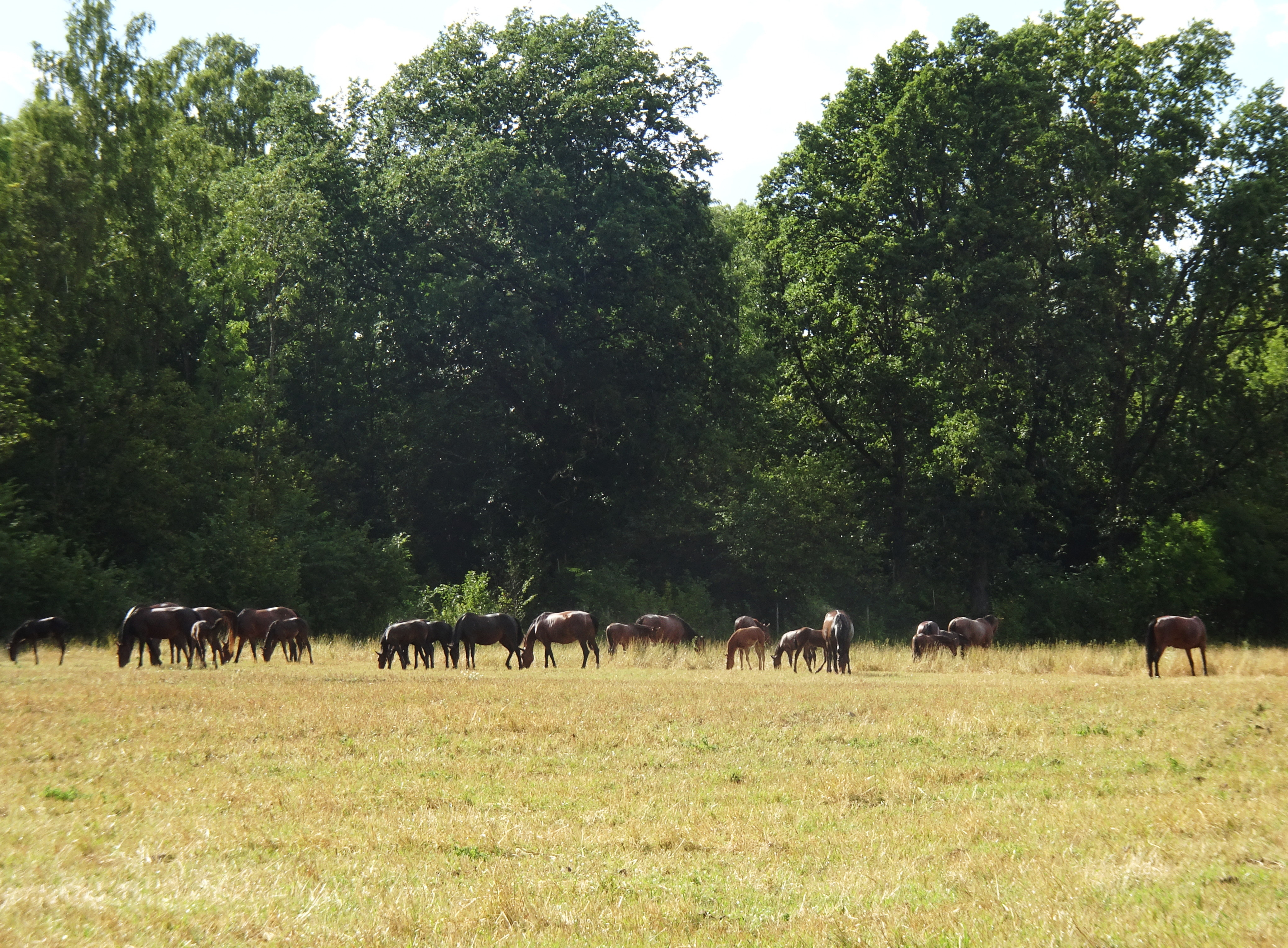
Ådös hästar på bete.
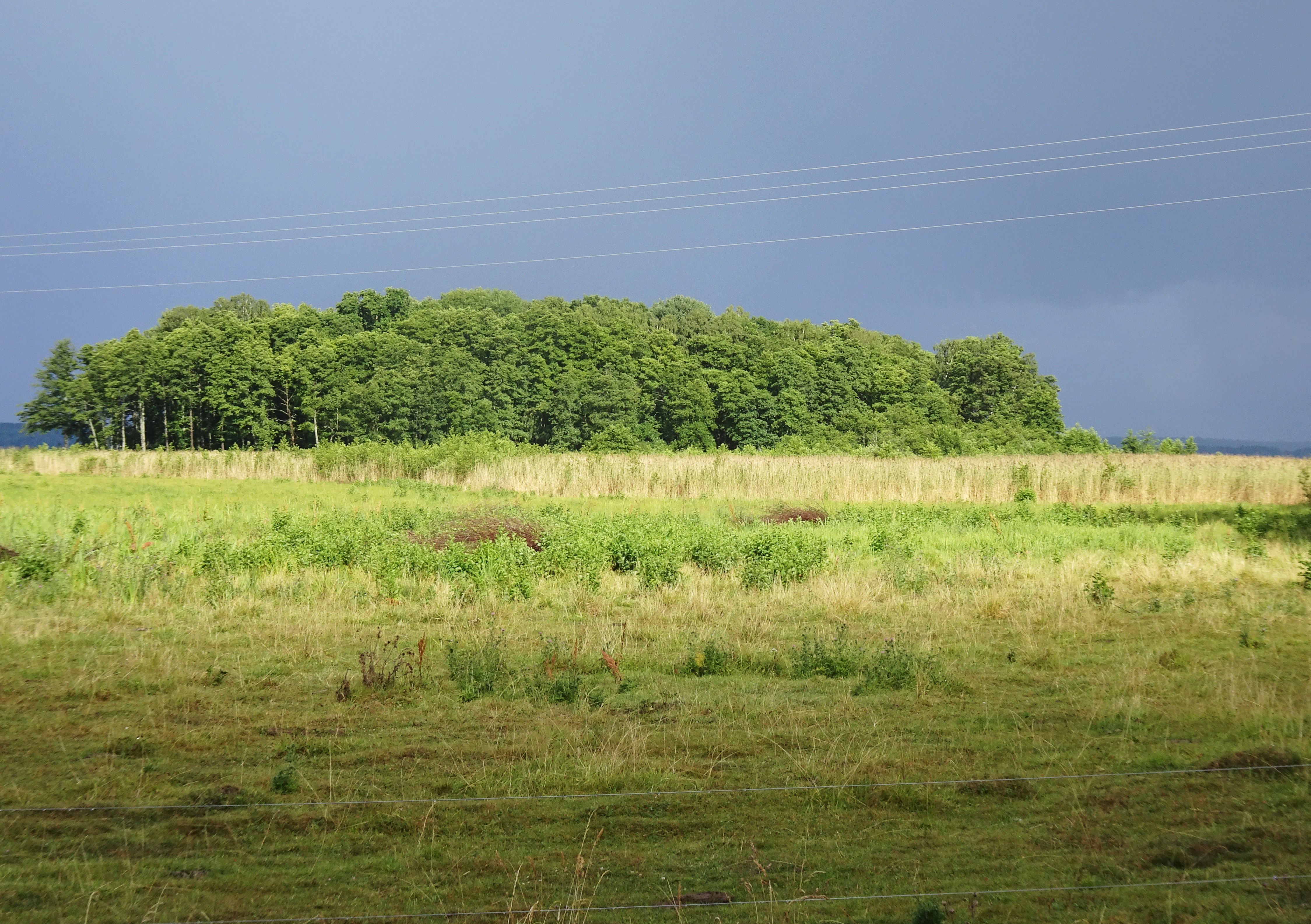
Strandängarna.
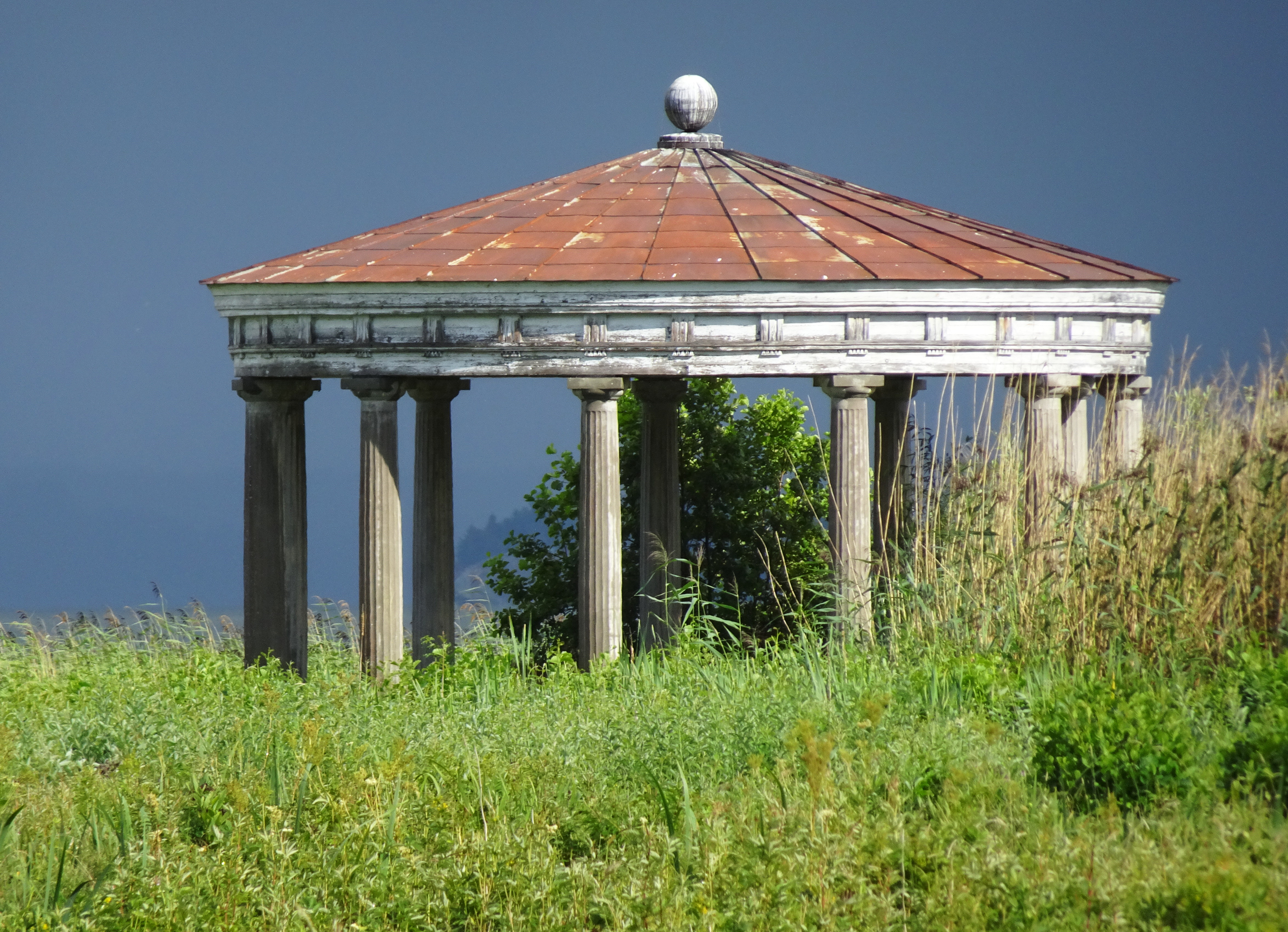
Ådös ekotempel.